# Bostock
Bostock – wieś w Anglii, w hrabstwie ceremonialnym Cheshire, w dystrykcie (unitary authority) Cheshire West and Chester. 

## Zaludnienie
Liczy 229 mieszkańców (2001).